# Campionati europei di ciclismo su strada 2015 - Gara in linea maschile Under-23
La gara in linea maschile Under-23 dei Campionati europei di ciclismo su strada 2015 è stata corsa il 9 agosto 2015 in Estonia, con partenza e arrivo a Tartu, su un percorso di 12,4 km da ripetere 13 volte, per un totale  di 161,2 km. La medaglia d'oro è stata vinta dallo slovacco Erik Baška con il tempo di 3h36'49" alla media di 44,61 km/h, l'argento al russo Mamyr Staš e a completare il podio l'italiano Davide Martinelli.
Partenza con 154 ciclisti, dei quali 117 completarono la gara.

## Ordine d'arrivo (Top 10)
| Pos. | Corridore            | Squadra    | Tempo    |
| ---- | -------------------- | ---------- | -------- |
| 1    | Erik Baška           | Slovacchia | 3h36'49" |
| 2    | Mamyr Staš           | Russia     | s.t.     |
| 3    | Davide Martinelli    | Italia     | s.t.     |
| 4    | Kenneth Van Rooy     | Belgio     | s.t.     |
| 5    | Stylianos Farantakis | Grecia     | s.t.     |
| 6    | Martin Laas          | Estonia    | s.t.     |
| 7    | Gasper Katrasnik     | Slovenia   | s.t.     |
| 8    | Pascal Ackermann     | Germania   | s.t.     |
| 9    | Josip Rumac          | Croazia    | s.t.     |
| 10   | Adrian Banaszek      | Polonia    | s.t.     |